# ICY
ICY foi uma banda formada em 1986. Os cantores são Pálmi Gunnarson, Helga Möller e Eiríkur Hauksson. Foram os primeiros representantes da Islândia no Festival Eurovisão da Canção.

## Festival Eurovisão da Canção
A banda concorreu pela da Islândia no Festival Eurovisão da Canção 1986 com a canção "Gleðibankinn", classificando-se em 16º lugar com 19 pontos.
Eiríkur Hauksson representou a Noruega em 1991 fazendo parte do grupo Just 4 Fun e voltou a representar a Islândia como artista solo em 2007. Palmi Gunnarson e Helga Möller tentaram representar novamente a Islândia (Helga em 1992, com duas canções em parceria com Karl Örvarsson), mas não venceu.